# Schreibtherapie
Schreibtherapie bezeichnet die Praxis, Literatur und Texterstellungen in klinischen Settings als Mittel zur Sortierung der eigenen Gedanken sowie zum Umgang mit belastenden Erinnerungen und Erfahrungen, zu nutzen. Dies soll zu persönlichem Wachstum und Linderung der psychischen Belastungen führen. Die Schreibtherapie kann der Expressiven Therapie bzw. den Künstlerischen Therapien zugeordnet werden. Sie kann individuell oder in Gruppensettings sowohl in direktem Kontakt vor Ort als auch online durchgeführt werden.

## Forschung
Erste Untersuchungen zum Einsatz des geschriebenen Wortes als Therapie wurden in den 1980er Jahren vom Psychologen James Pennebaker durchgeführt. Seine Theorie bezieht sich auf die Annahme, dass belastende oder traumatische Erlebnisse häufig mit einer aktiven Unterdrückung der damit verbundenen Gedanken und Gefühle einhergehen und diese wiederum kognitiv anstrengend und somit belastend für Psyche und Körper ist. Im Zusammenhang damit stehen erhöhte Stresslevels, Gedankenkreisen und Rumination, welche als Risikofaktoren für das Entwickeln diverser Krankheiten gelten. Schreibtherapeutische Übungen helfen dabei, diesen Kreislauf zu durchbrechen und führen zu einer Enthemmung der unterdrückten Emotionen. In seinen Studien ließ Pennebaker Studierende der Versuchsgruppe über mehrere Tage kurze Schreibübungen von etwa 15 Minuten durchführen, wobei sie instruiert wurden, über ein für sie belastendes Ereignis zu schreiben und ihre Emotionen und Gedanken dazu zu teilen. Das Teilen der Emotionen in geschriebener Form führte bei den Teilnehmenden zu stärkerer Entlastung und höherem psychischen Wohlbefinden. Außerdem wiesen Studierende der Versuchsgruppe in den auf die Untersuchung folgenden Monaten signifikant weniger Arztbesuche auf als Studierende der Kontrollgruppe. Dieses Ergebnis könnte durch Folgestudien erklärt werden, welche einen positiven Effekt der Schreibtherapie auf das Immunsystem und eine Senkung des Blutdrucks zeigten.
Die schriftliche Beschäftigung mit den eigenen belastenden Gedanken, Emotionen und Assoziationen unterstützt langfristig dabei, ein Gefühl der Kontrolle wiederzuerlangen. Untersuchungen ergaben beispielsweise, dass eine über einen Zeitraum von vier Tagen und in geschriebener Form stattfindende Auseinandersetzung mit ärgerlichen Erlebnissen am Arbeitsplatz zu einer stärkeren Reduktion der Wut, höherer Lösungsbereitschaft sowie insgesamt verbessertem Wohlbefinden führte.
Forschende machen deutlich, dass Schreibtherapie nicht eine ausschließliche Wiederholung der belastenden Erlebnisse ist, sondern stattdessen kontextuelle Zusammenhänge, Sinne und im Zusammenhang mit der Erinnerung stehende Emotionen erkannt, verarbeitet und verstanden werden sollen. Aus diesem Grund treten positive Effekte der Schreibtherapie zumeist auch nicht unmittelbar ein. Laut Pennebaker ist anfängliche Melancholie oder Unbehaglichkeit nicht ungewöhnlich, da durch die Schreibtherapie negative Emotionen bewusst gemacht und folglich durchlebt werden. Studien zeigen allerdings einen Umkehr dieser Belastungen und ergeben eine langfristige Verbesserung im Wohlbefinden und der seelischen Widerstandskraft.
Kritik gegenüber der Schreibtherapie wird hauptsächlich aufgrund der gemischten empirischen Befundlage geübt. Auch Pennebakers Ursprungsthese, dass Schreibtherapie bei der aktiven Unterdrückung, welche als Folge belastender bzw. traumatischer Ereignisse auftritt, Abhilfe schaffen kann, ist bereits in den Fokus kritischer Diskussionen geraten. Beispielsweise stellen Baikie und Wilhelm zwar nicht die Wirksamkeit des expressiven Schreibens auf die Immunfähigkeit sowie das psychische Wohlbefinden in Frage, jedoch aber den Zusammenhang mit den von Pennebaker postulierten Enthemmungsprozessen, die durch die Schreibübungen ausgelöst werden sollen. So ergaben sich keine Unterschiede in der Effektivität der Schreibtherapie zwischen Patienten, die über zuvor offengelegte, nicht offengelegte bzw. imaginäre Traumata berichteten, wodurch in Frage zu stellen ist, ob Enthemmungsprozesse tatsächlich die Hauptursachen für die Wirksamkeit der Therapie sind. Weitere Untersuchungen weisen darauf hin, dass z. B. auch die Art der Instruktion durch den Therapeuten bzw. die Therapeutin die Wirksamkeit der Schreibtherapie beeinflussen kann und auf mögliche Spill-over-Effekte in klinischen Studien geachtet werden sollte.
Laut Silke Heimes, Leiterin des Instituts für Kreatives und Therapeutisches Schreiben in Darmstadt, ist expressives Schreiben darüber hinaus nicht bei allen Belastungsformen empfehlenswert. Beispielsweise können dann negative Folgen als Folge der Schreibtherapie auftreten, wenn das Schreiben als „Zufluchtsraum“ genutzt wird und mit einer sozialen Isolation einhergeht. Statt die eigenen Emotionen aufzuarbeiten, würde man sich so gedanklich nur mehr im Kreis drehen.

## Klinische Relevanz
Studien zeigten positive Auswirkungen der Schreibtherapie auf das körperliche Wohlbefinden. Beispielsweise wurde in Untersuchungen eine Verbesserung der Immunfunktion bei Erkrankungen wie HIV, Asthma und Arthritis deutlich. Es konnten ebenso Korrelationen zwischen einer Steigerung des Erinnerungsvermögens und einer regelmäßigen Anwendung der Schreibtherapie gefunden werden. Darüber hinaus kann auf einen Zusammenhang zwischen schreibtherapeutischen Praktiken und einer Förderung der Wundheilung bei Patienten hingewiesen werden. In einzelnen Studien konnten Milderungen des psychischen Leidensdruck bei Essstörungen und Süchten gezeigt werden. Aufgrund der gemischten Studienlage und der teils fehlenden bzw. schwachen Effekte, werden für die Schreibtherapie bislang von medizinischen Fachgesellschaften in Europa noch keine expliziten Empfehlungen ausgesprochen.

### Depression
In einer Untersuchung mit Studierenden, welche sowohl in der Vergangenheit als auch aktuell depressive Symptome sowie Probleme mit Emotionsunterdrückung und der Emotionsregulierung aufwiesen, ergaben sich eine Verringerung des Grübelns, Gedankenkreisen und der depressiven Symptome nach Anwendung des expressiven Schreibens.
In einer 2019 durchgeführten Studie erreichte eine sechswöchige Schreibtherapie darüber hinaus die Verringerung der depressiven Symptome und des wahrgenommenen Stresses bei Teilnehmenden, die im vorangehenden Jahr ein Trauma erlebt hatten. 35 % der Personen, welche zu Beginn der Intervention Kriterien einer klinischen Depression erfüllten, zeigten die Anzeichen nach Abschluss der Studie nicht mehr. Forschende erklären dies dadurch, dass durch Schreibinterventionen anhaltende Ängste und negative Erlebnisse losgelassen und somit kognitive Ressourcen freigesetzt werden können.

### Posttraumatische Belastungsstörung
In experimentellen Vergleichen der Schreibtherapie mit traditionelleren Therapieformen zur Behandlung der Posttraumatischen Belastungsstörungen, wie der prolongierten Expositionstherapie und der kognitiven Verhaltenstherapie, erreichte die Schreibtherapie vergleichbare Ergebnisse bei gleichzeitig höherer Therapiemotivation von Seiten der Patienten. Dies ist entscheidend, da sich die Schreibtherapie oft als weniger zeit- und somit auch kostenintensiv gestaltet als andere Therapieformen. Diese Faktoren machen die Schreibtherapie für Personen relevant, die bereits unterschiedliche Therapieformen erfolglos gestartet oder bereits abgebrochen haben. Als Beispiel lassen sich Kriegsveteranen nennen, welche häufig Behandlungen vermeiden oder abbrechen und somit durch die Kürze der Therapiesitzungen und die Möglichkeit, über Traumata zu schreiben, statt zu sprechen, profitieren könnten.
Allerdings wird die Schreibtherapie von Therapeuten und Therapeutinnen bei schwerwiegenden Traumata bislang als Begleitmaßnahme einer Therapie, nicht aber als ausschließliche Behandlungsform empfohlen.

### Krebserkrankungen
Bei der Anwendung der Schreibtherapie für Krebserkrankte ergibt sich in Untersuchungen ein gemischtes Bild. Eine Unterform der Schreibtherapie, expositionsbasiertes Coping (EASE) zeigte vielversprechende Ergebnisse für Krebspatienten und Patientinnen im Endstadium. Diese Methode fokussiert sich im Gegensatz zur traditionellen Expositionstherapien z. B. für posttraumatische Belastungsstörungen nicht auf vergangene Erlebnisse, sondern thematisiert Ängste, die die Zukunft betreffen. Dies ist besonders für Patienten mit fortgeschrittenen bzw. unheilbaren Krankheitsbildern relevant, wenn Hemmschwellen auftreten über Themen wie Abschied, Tod oder Hoffnungslosigkeit mündlich zu sprechen. In einer Pilotstudie mit Krebserkrankten im Endstadium sanken die Messwerte für depressive Symptome, Angst und Hoffnungslosigkeit nach der Behandlung und blieben auch in einem Zeitabstand von vier Monaten konstant bestehen. Darüber hinaus nahmen 25 der 29 Teilnehmenden an allen Sitzungen teil. Forschende argumentieren, dass die Schreibtherapie bei Krebserkrankungen effektiv ist, da sie Ängste, die im Hinterkopf bestehen, aber nicht ausgesprochen werden können, sichtbar und damit bewältigbar machen kann.
In einer Studie mit Patienten, welche an Nierenzellkarzinom litten, wurde eine wahrgenommene Linderung im Ausmaß der Krebssymptome nach Anwendung einer Schreibtherapie festgestellt, wobei keine signifikanten Effekte auf Aspekte wie Müdigkeit, Schlaf oder Depressionssymptome deutlich wurden. Ebenso zeigte sich in Studien in der Palliativmedizin bislang kein oder nur sehr geringer Nutzen. Forschende weisen an dieser Stelle auf die begrenzte Datenlage als mögliche Ursprungsquelle hin.

### Suchterkrankungen
In Bezug auf den Einsatz schreibtherapeutischer Techniken als Unterstützung zur Behandlung von Suchterkrankungen ergaben sich in Untersuchungen erste Hinweise auf deren Effektivität. Beispielsweise konnte in einer Studie das Selbstbewusstsein, welches bei Suchterkrankten aufgrund sozialer Stigmatisierung vermehrt leidet, durch Schreibübungen gestärkt werden. Außerdem wurden Verbesserungen in der Selbstwahrnehmung, der Verhaltensregulierung sowie der psychischen und physischen Gesundheit deutlich.
In einem experimentellen Vergleich verschiedener Interventionstechniken war die Schreibtherapie wirksam, um eine Reduktion des Abhängigkeitsgrads der Patienten und Patientinnen mit Substanzsüchten zu erreichen, allerdings unterschied sie sich nicht signifikant in ihrer Effektivität von anderen Therapieformen.

## Formen

### Journaling
Die älteste und bekannteste Form des geschriebenen Wortes als Mittel zur Selbsthilfe ist das Tagebuchschreiben (engl. Journaling). Durch diesen Prozess werden persönliche Gedanken und Gefühle niedergeschrieben, festgehalten und erlauben in weiterer Folge eine klarere Wahrnehmung der eigenen Erfahrungen und die damit einhergehende Selbstreflexion.
Während Tagebuchschreiben jedoch weit verbreitet und auch im Alltag häufig effektiv genutzt wird, bestehen signifikante Unterschiede zur tatsächlichen Schreibtherapie. Das Führen eines Tagebuchs wird in vielen Fällen ausschließlich zur Reflexion des Alltags oder zur Auflistung zukünftiger Ziele genutzt, bei der Schreibtherapie dagegen handelt es sich um einen therapeutischen Prozess. Dieser ist gezielter und auf spezifische, oft traumatische Lebensereignisse fokussiert. Aus diesem Grund ist, im Gegensatz zur Tagebuchführung, welche ohne Probleme als Mittel zur Selbstreflexion eingesetzt werden kann, die Unterstützung durch einen Therapeuten entscheidend, um einen sicheren Rahmen für das Behandeln sensibler und oft emotional aufwühlender Themen zu bieten.

### Online-Schreibtherapie
Schreibtherapie wird häufig online durchgeführt (z. B. über E-Mail), wobei sich durch die Asynchronität dieser Kommunikationsform (die Patienten übermitteln ihre Nachrichten zwar innerhalb eines zuvor fixierten Zeitrahmens an den Therapeuten, den Zeitpunkt können sie jedoch basierend auf persönlichen Bedürfnissen, Wünschen und Lebenssituationen anpassen) sowohl Vorteile als auch Nachteile ergeben. Einerseits kann durch eine beidseitige Anonymität ein sogenannter Online-Enthemmungseffekt erreicht werden, wodurch die Patienten das Gefühl entwickeln, ihre Gedanken und Gefühle frei preisgeben zu können, ohne dabei ein Urteil in einer Face-to-Face-Situation fürchten zu müssen. Weiters bietet die Asynchronität die Möglichkeit, über Antworten nachzudenken und besprochene Themen sowie Ereignisse zu reflektieren, wodurch sowohl für Patient als auch Therapeut Druck reduziert und der Therapieprozess insgesamt entschleunigt werden kann. Darüber hinaus besteht die Annahme, dass Übertragungseffekte in der Therapie durch die Unsichtbarkeit und Anonymität minimiert werden können.
Allerdings ist diese Form der Therapie auch durch ein Fehlen der nonverbalen Kommunikation (z. B. Mimik, Intonation, Gestiken) bestimmt, was mit negativen Auswirkungen auf die Empathie einhergehen kann. Zudem kann vollständige Anonymität mit einer sogenannten solipsistischen Introjektion einhergehen. Diese charakterisiert sich durch die Entwicklung eines Stimmbilds sowie einer Stimme des Gegenübers in der eigenen Vorstellung, welche jedoch vom eigenen Selbst stammt.
Eine randomisierte kontrollierte Studie verglich die Verbesserung in den Symptomen bei Menschen mit Depressionen und Angstzuständen, wobei diese in zwei Gruppen aufgeteilt wurden (Online-Selbsthilfe vs. expressive Schreibtherapie). Beide Therapieformen waren effektiv, die Gruppen unterschieden sich darüber hinaus nicht signifikant in der Verbesserung der Symptome. Da die beobachtete Verbesserung insgesamt jedoch nur moderat ausfiel, sind weitere Studien zur Effektivität der Online-Schreibtherapie notwendig.

### Gedichte und Poesie
Das Verfassen von Gedichten in der Poesietherapie erlaubt die Darstellung einer breiten Palette an Emotionen und ermöglicht es dem Autor bzw. der Autorin Verletzlichkeit in künstlerischer Form zu zeigen, ohne dafür verurteilt zu werden. Dies basiert auf dem entstehenden Vertrauen, dass Leser sich durch die gezeigte Verletzlichkeit des Autors mit persönlichen Erfahrungen auseinandersetzen und diese in ihrem eigenen Leben anwenden können. Das Wissen, dass sich andere mit dem Geschriebenen identifizieren können, unterstützt den Verfasser so bei der Selbstreflexion und im weiteren Verlauf beim Verarbeiten der eigenen Erlebnisse.
Die Effektivität des Einsatzes von Gedichten zur Bewältigung traumatischer Erlebnisse zeigte sich beispielsweise in der Forschung mit Kriegsveteranen. Poesie wurde dabei als Mittel beschrieben, welches sowohl ein gewisses Bedürfnis nach Selbstdarstellung erfüllt, gleichzeitig jedoch auch Menschen, welche sich zum Schweigen gebracht fühlen, eine Ausdrucksmöglichkeit bzw. Stimme zurückbringt. Durch die Verarbeitung der Traumata in Gedichten können die Erlebnisse externalisiert werden, die Autoren können sich in weiterer Folge so von der Erfahrung lösen und mit der Heilung beginnen.